# Szarlataneria medyczna

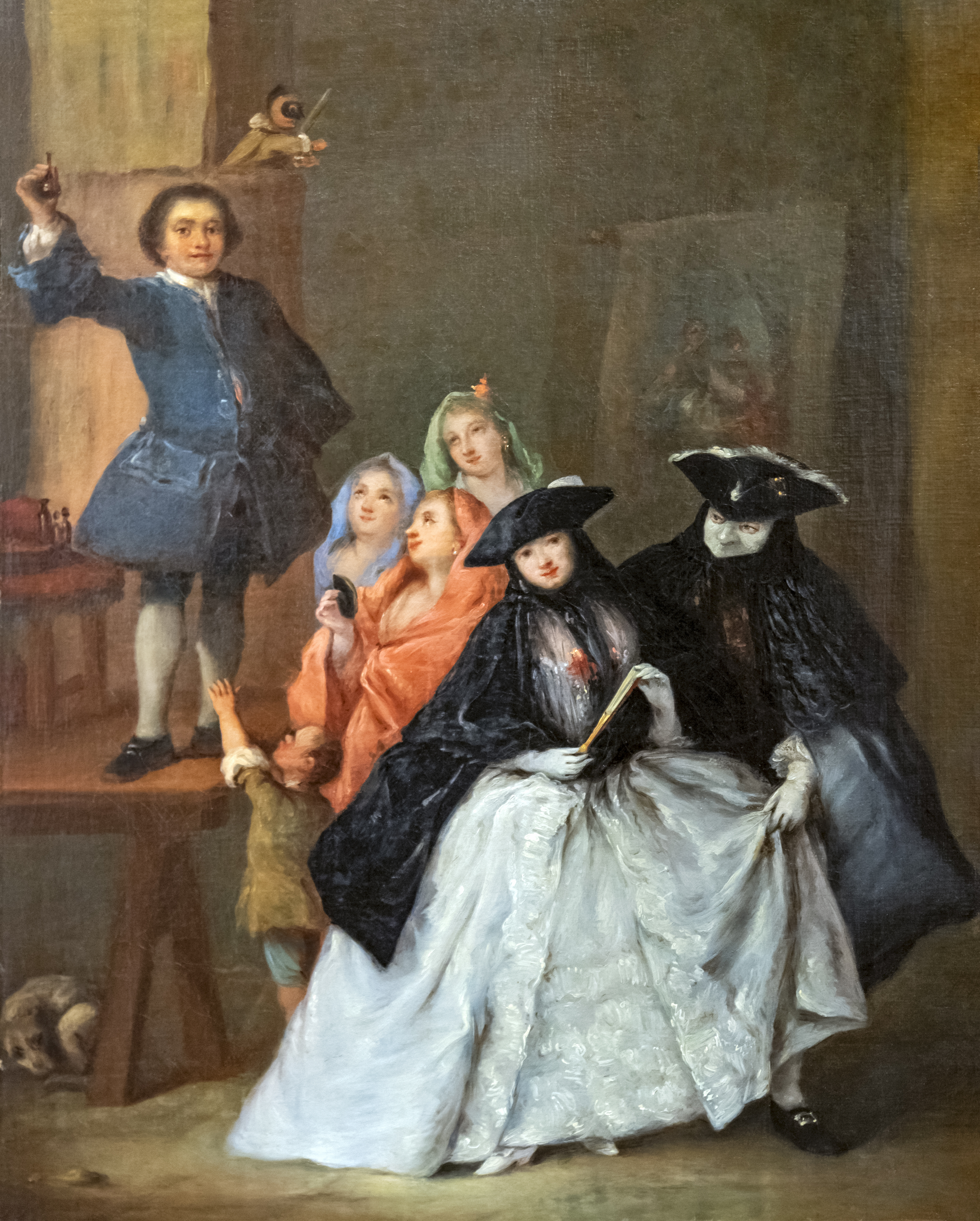
Pietro Longhi Szarlatan (1757)

Szarlataneria medyczna (fr. Charlatanisme, ang. Quackery) – promowanie oszukańczych lub ignoranckich praktyk medycznych. Szarlatan to „oszust zwodzący ludzi swymi rzekomymi umiejętnościami i kwalifikacjami, ciągnący zyski z ludzkiej łatwowierności” lub „oszust lub ignorant pretendujący do umiejętności medycznych”.
Wspólnymi elementami szarlatanerii są wątpliwe diagnozy przy użyciu budzących wątpliwości testów diagnostycznych, a także niesprawdzone lub odrzucone przez współczesną medycynę metody leczenia. Jest to szczególnie niebezpieczne w przypadku poważnych chorób, takich jak nowotwór. Szarlataneria medyczna połączona z agresywną promocją jest często opisywana jako „oszustwo medyczne”.
Angielski termin quacker pochodzi od archaicznego terminu z języka niderlandzkiego kwakzalver oznaczającego „sprzedawce maści”. W średniowieczu w języku niemieckim słowo quack oznaczało również  krzyk, szarlatani byli określani mianem quacksalber ponieważ sprzedawali swoje towary na rynku krzycząc donośnym głosem.